# 1984年冬季残疾人奥林匹克运动会意大利代表团
1984年冬季残疾人奥林匹克运动会意大利代表团是意大利派出的1984年冬季残疾人奥林匹克运动会代表团。获得1枚铜牌。